# Stella Kramer
Stella Kramer (født 22. marts 1989 i Herdecke, Tyskland) er en tysk håndboldspiller, der spiller i Borussia Dortmund Handball og Tysklands kvindehåndboldlandshold.